# Pałacyk myśliwski w Dąbiu
Pałacyk myśliwski w Dąbiu – zabytkowy budynek dawnego książęcego pałacyku myśliwskiego, znajdujący się w szczecińskim Dąbiu, przy ul. Dziennikarskiej 39.
Jednopiętrowy, wzniesiony w renesansowym stylu budynek posiada dwuspadowy dach z wolutowymi szczytami. Drzwi wejściowe zdobi bogaty portal, narożne krawędzie ścian są natomiast boniowane. W piwnicy i na parterze widoczne są fragmenty późnogotyckich ścian.
Pierwotnie w tym miejscu znajdował się gotycki zameczek, wzniesiony na początku XVI wieku przez opatów klasztoru w Kołbaczu, po reformacji przejęty przez książąt pomorskich. Zameczek spłonął podczas pożaru Dąbia w 1592 roku i za panowania Jana Fryderyka lub Filipa II odbudowano go w stylu renesansowym z przeznaczeniem na książęcą rezydencję myśliwską. Po 1637 roku budynek stał się własnością gminy protestanckiej, która ulokowała w nim dom dla wdów po pastorach. W XVIII i XIX wieku dokonano przebudów wnętrza dworku.
Po generalnym remoncie budynku w 1934 roku ulokowany w nim został dom opiekuńczy dla matek z dziećmi oraz pomieszczania dla konfirmantów. Budynek przetrwał nienaruszony II wojnę światową, zdewastowano go po 1945 roku. W latach 1972–1975 przeprowadzono całościową renowację dworku. Obecnie mieści się w nim filia biblioteki publicznej.